# Валицкая, Элеонора Ивановна
Элеонора Ивановна Валицкая (бел. Элеанора Іванаўна Валіцкая; род. 12 августа 1928, г. Старые Дороги, Минская область - 20 марта 2019 г. Минск) — оператор машинного доения колхоза «Знамя коммунизма» Стародорожского района Минской области. Герой Социалистического Труда (1976).

## Биография
Во время Великой Отечественной войны была вывезена оккупантами на принудительные работы в Восточную Пруссию. После освобождения вернулась на Стародорожчину.
Окончила семилетнюю школу в деревне Горки. Трудовую деятельность начала в 1947 году в колхозе «Знамя коммунизма» в деревне Горки Стародорожского района полеводом, затем звеньевой полеводческой бригады.
С 1963 года и до выхода на пенсию работала в животноводстве: сначала телятницей, затем больше 30 лет оператором машинного доения. Неоднократно была победительницей районных соревнований. В 1976 году надоила в среднем по 3892 килограмма молока от каждой фуражной коровы. Эти результаты стали самыми высокими показателями в Стародорожском районе. Первая в Стародорожском районе достигла 4-тысячного надоя молока от коровы.
Избиралась делегатом XXVI съезда КПСС.

## Награды
Указом Президиума Верховного Совета СССР от 27 декабря 1976 года была удостоена звания Героя Социалистического Труда с вручением ордена Ленина и золотой медали «Серп и Молот».
Награждена двумя Орденами Ленина, орденом Трудового Красного Знамени, медалями. Занесена в Книгу Народной Славы района.